# Georges Haret
Georges Haret, né Émile Marie de Riom le 17 juin 1874 dans le 9e arrondissement de Paris et mort le 21 décembre 1932 dans le même arrondissement, est un radiologue, pionnier de la radiologie médicale en France.

## Biographie

### Jeunesse et famille
Enfant naturel, Georges Haret naît le 17 juin 1874 à Paris sous le nom d'Émile Marie de Riom. Sa mère, âgée de 29 ans et née à Ussel (Cantal), déclare alors s'appeler Marie de Riom. Le 7 octobre 1877, c'est sous sa véritable identité, Catherine Riom, qu'elle reconnaît officiellement son fils Émile Marie Riom. Le 19 novembre 1884, un certain Émile Haret le reconnaît à son tour pour son fils naturel, lui donnant son patronyme. 
En mars 1902, Catherine Riom et Émile Haret se marient à Paris 18e, légitimant Émile Marie Haret, en même temps que sa sœur Julie Céline Jeanne Riom, née le 30 avril 1876 à Paris 9e. À la fin de la même année, le 2 novembre, Émile Haret épouse Julienne Marie Jaglin à Paris 9e.

### Carrière
Les travaux de Georges Haret posent les fondements de la radiologie en France. Il a reçu, à ce titre, les insignes d'offficier de la Légion d'honneur le 22 février 1932 des mains du président de la République Paul Doumer. 
Peu conscient des dangers des rayonnements ionisants pour la santé, il succombe des suites d'une surexposition prolongée, le 21 décembre 1932 en son domicile 8 rue Pierre-Haret à Paris 9e,. Le 26 juillet précédent, il avait été amputé d'un bras par le professeur Labbey.
Il est inhumé trois jours plus tard au cimetière du Père-Lachaise (53e division). 

## Hommages
- Une plaque a été apposée sur l'immeuble qu'il a habité 8, rue Pierre-Haret (9e arrondissement), qui tient son nom, depuis 1903, d'un propriétaire qui lui était vraisemblablement lié.

- Son nom est gravé sur le Mémorial de radiologie (de), qui commémore les pionniers et martyrs de la radioactivité (physiciens, chimistes, médecins, infirmiers, laborantins etc), victimes parmi les premiers utilisateurs des rayons X dans le monde entier. Le mémorial qui comportait à l'origine 159 noms a été érigé dans le jardin de l'ancien hôpital Saint-Georges (de) à Hambourg (Allemagne) et a été inauguré le 4 avril 1936[6].

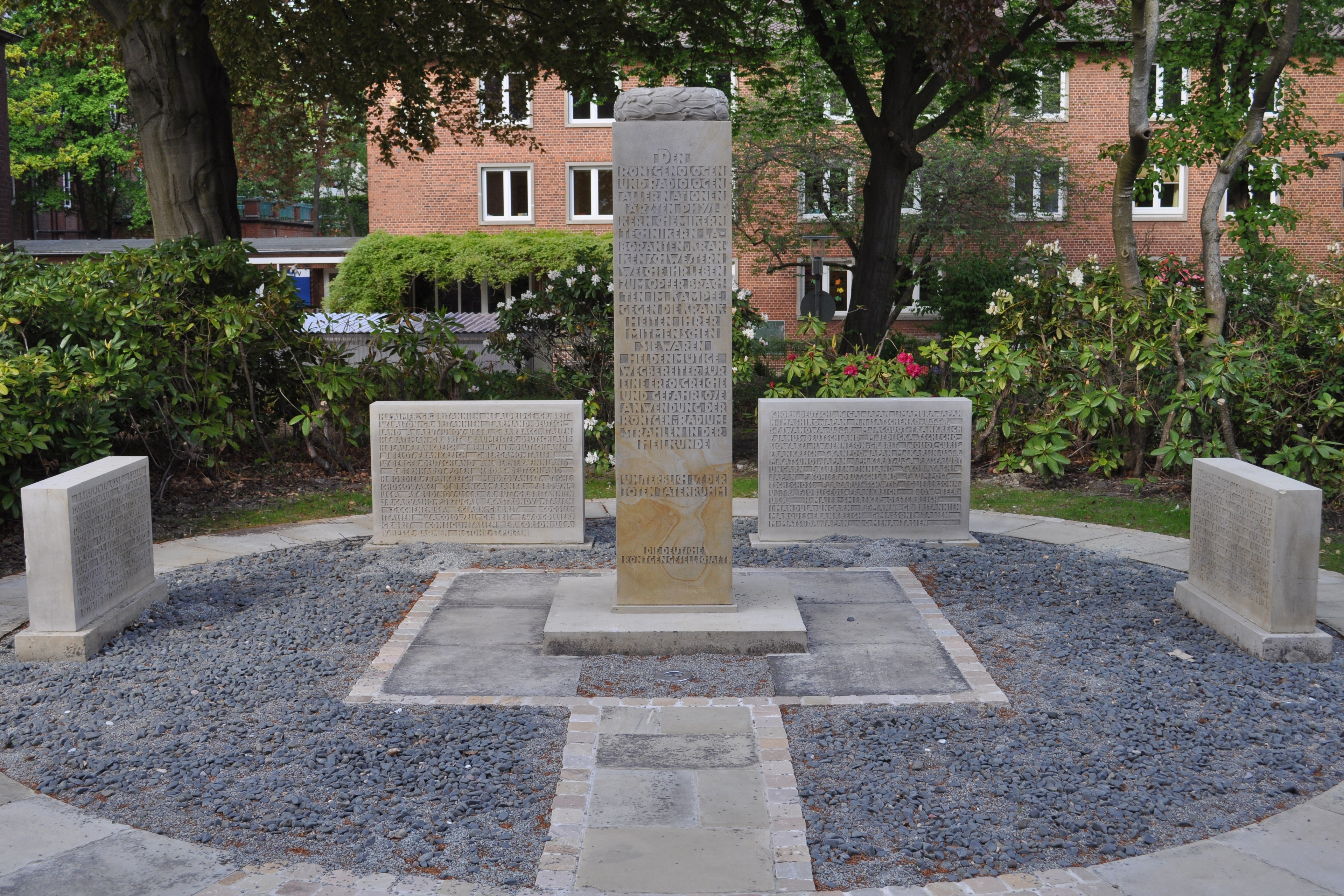
Mémorial de radiologie, Clinique Asklepios Saint-Georges à Hambourg, (Allemagne).